# El crimen de Pepe Conde
El crimen de Pepe Conde és una pel·lícula espanyola de 1946 dirigida per José López Rubio.

## Sinopsi
Un infeliç, Pepe Conde, és enganyat per un marquès ociós i bromista que contracta a un il·lusionista perquè es faci passar pel diable que compra la seva ànima.

## Premis
Segona edició de les Medalles del Cercle d'Escriptors Cinematogràfics]
| Categoria                | Nominats         | Resultat  |
| ------------------------ | ---------------- | --------- |
| Millor argument original | José López Rubio | Guanyador |